# Касерес, Берта
Берта Исабель Касерес Флорес (исп. Berta Isabel Cáceres Flores, испанское произношение: [ˈbeɾta isaˈβel ˈkaseɾes ˈfloɾes]; 4 марта 1971 — 2 марта 2016) — гондурасская экологическая активистка и правозащитница, лидер коренных народов, соучредитель и координатор Совета народных организаций и организаций коренных народов Гондураса (COPINH). Награждена экологической премией Голдманов в 2015 году за «массовую кампанию, которая успешно подтолкнула крупнейшего в мире строителя плотин к отказу от дамбы Агуа Сарка» в Рио-Гуалькарке.
Она была убита в своём доме после многих лет угроз её жизни. Бывший солдат из подготовленных США спецподразделений гондурасских вооружённых сил утверждал, что за несколько месяцев до её убийства имя Касерес было в их списке на уничтожение. По крайней мере трое из восьми арестованных были связаны с обученными США элитными вооружёнными силами: двое прошли подготовку в Форт-Беннинге (штат Джорджия, США) — бывшей Школе Америк (SOA), переименованной в WHINSEC, чьи выпускники связанны с тысячами убийств и нарушений прав человека в Латинской Америке. В ноябре 2017 года группа международных юридических экспертов опубликовала отчёт, в котором говорится об «умышленной халатности со стороны финансовых учреждений». Например, Центральный американский банк экономической интеграции (CABEI), Нидерландский институт финансирования развития (FMO) и Finnfund проводили с акционерами, руководителями, менеджерами и сотрудниками DESA, частными охранными компаниями, государственными чиновниками и государственной безопасностью стратегию по «контролю, нейтрализации и устранении любой оппозиции».
Согласно исследованию Global Witness, в 2014 году в Гондурасе были убиты двенадцать экологических активистов, что сделало его самой опасной страной в мире для активистов, защищающих леса и реки. За убийством Берты Касерес в том же месяце последовали убийства ещё двух активистов.

## Ранние годы
Касерес родилась в Ла-Эсперансе в семье из народности ленка — преобладающей группы коренного населения на юго-западе Гондураса. Касерес выросла в 1970-х годах во время гражданских волнений и конфликтов в Центральной Америке. Её мать Астра Берта Флорес Лопес была образцом гуманизма: она была акушеркой и общественной деятельницей, принимавшей и опекавшей беженцев из Сальвадора. Астра Флорес была избрана мэром их родного города Ла-Эсперанса и на два срока занимала посты депутата и губернатора департамента Интибука.
После посещения местных школ Касерес получила образование в университете и диплом преподавательницы.

## Активизм
В 1993 году, будучи студенческой активисткой, Касерес стала соучредительницей Совета народных организаций и организаций коренных народов Гондураса (COPINH). Она вела кампании по широкому кругу вопросов, включая протесты против незаконных лесозаготовок, владельцев плантаций и присутствия военных баз США на земле ленка. Она также поддерживала феминизм, права ЛГБТ, а также решение более широких социальных проблем.
В 2006 году группа коренного народа ленка из Рио-Бланко попросила Касерес расследовать недавнее прибытие строительной техники в их район. Касерес должным образом проинформировала общину о том, что в рамках проекта совместного предприятия китайской компании Sinohydro, Международной финансовой корпорации Всемирного банка и гондурасской компании Desarrollos Energéticos, SA (также известной как DESA, см. Empresa Nacional de Energía Eléctrica) планируется построить серию из четырёх плотин гидроэлектростанций на реке Гуалькарке.
Застройщики нарушили международное право, не проконсультировавшись с местным населением по проекту. Ленка были обеспокоены тем, что плотины поставят под угрозу их доступ к воде, пище и материалам для здравоохранения и, следовательно, сам их образ жизни. Касерес работала вместе с общиной, чтобы организовать кампанию протеста. Она инициировала судебные иски и общественные собрания против проекта и передала дело в Межамериканскую комиссию по правам человека.
С 2013 года Касерес возглавила годичную борьбу COPINH и местной общины с целью помешать компаниям получить доступ к земле. Силовики регулярно удаляли митингующих с территории, подлежащей застройке. 15 июля 2013 года гондурасские военные открыли огонь по протестующим, в результате чего один член COPINH был убит, а трое получили ранения. Община сообщала о регулярных угрозах и преследованиях со стороны сотрудников компании, охранников и военных. В мае 2014 года на членов COPINH дважды нападали: двое участников погибли и трое получили серьёзные ранения.
В конце 2013 года и Sinohydro, и Международная финансовая корпорация вышли из проекта из-за протестов COPINH. Тем не менее, компания Desarrollos Energéticos (DESA) продолжала переводить стройку в другое место, чтобы избежать блокады. Другие руководители местного бизнеса также поддержали проект. Должностные лица возбудили уголовные дела против Касерес и двух других лидеров коренных народов за «узурпацию, принуждение и продолжающийся ущерб» компании. В ответ на обвинения Amnesty International заявила, что, если активистов посадят в тюрьму, то она сочтёт их узниками совести. Десятки региональных и международных организаций призвали правительство Гондураса прекратить криминализацию правозащитников и расследовать угрозы в их адрес.
20 февраля 2016 года более 100 протестующих были задержаны сотрудниками службы безопасности во время акции протеста.

## Угрозы и нарушения прав человека
Межамериканская комиссия по правам человека включила Берту Касерес в свой список лиц, подвергшихся угрозе во время государственного переворота в Гондурасе (в ходе которого был смещён полевевший президент Мел Селайя), от 28 июня 2009 года. На следующий день МАК выпустила так называемые «меры предосторожности (MC 196-09)» в защиту её и других активистов, подтвердив при этом сообщения о том, что вооружённые силы окружили её дом.
В 2013 году Касерес сообщила Аль-Джазире, что её имя значится первым в армейском списке 18 правозащитников, подлежащих физическому устранению.
Во время кампании против плотины Касерес и другие организаторы часто подвергались запугиванию со стороны военных. Однажды во время обыска автомобиля во время поездки в Рио-Бланко им подбросили пистолет, чтобы задержать по обвинению в хранении оружия и на ночь заключить в тюрьму. Суд ввёл в отношении Касерес превентивные меры, вынудив её регистрироваться в суде каждую неделю и не давая ей покинуть страну. Меры действовали до прекращения дела в феврале 2014 года.
Судебные протоколы за 2014 год, опубликованные в мае 2016 года, показали, что «правительство и компания DESA неоднократно пытались обвинить Касерес и её коллег как агрессивных анархистов, стремящихся терроризировать своими протестами, […] принуждением и продолжающимся ущербом и даже попытками подорвать демократический порядок».
По словам Густаво Кастро Сото, одним из любимых выражений Берты было «Они боятся нас, потому что мы их не боимся».

## Убийство и реакция

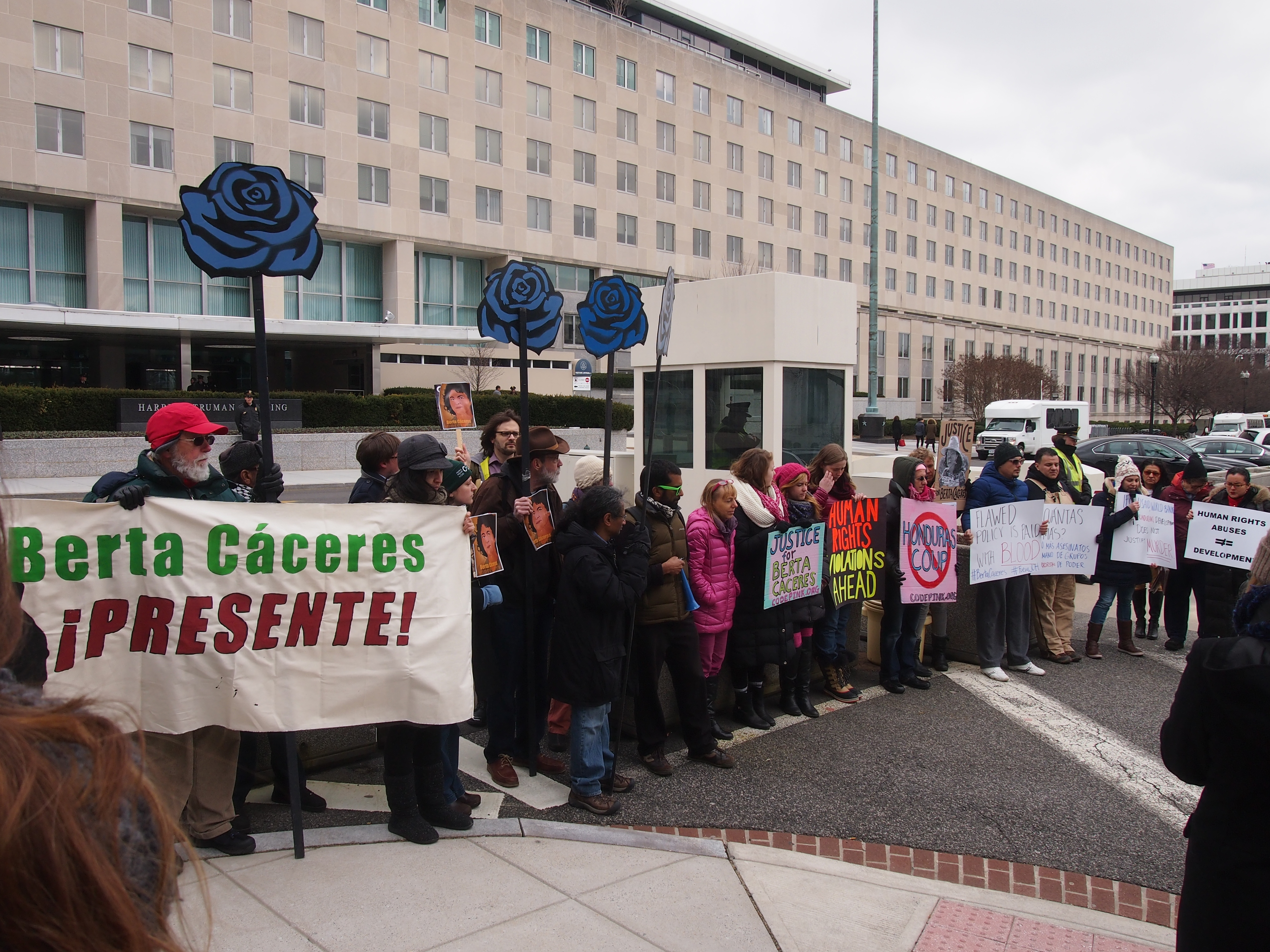
«Справедливость для Берты Касерес!»: протест в Вашингтоне, округ Колумбия

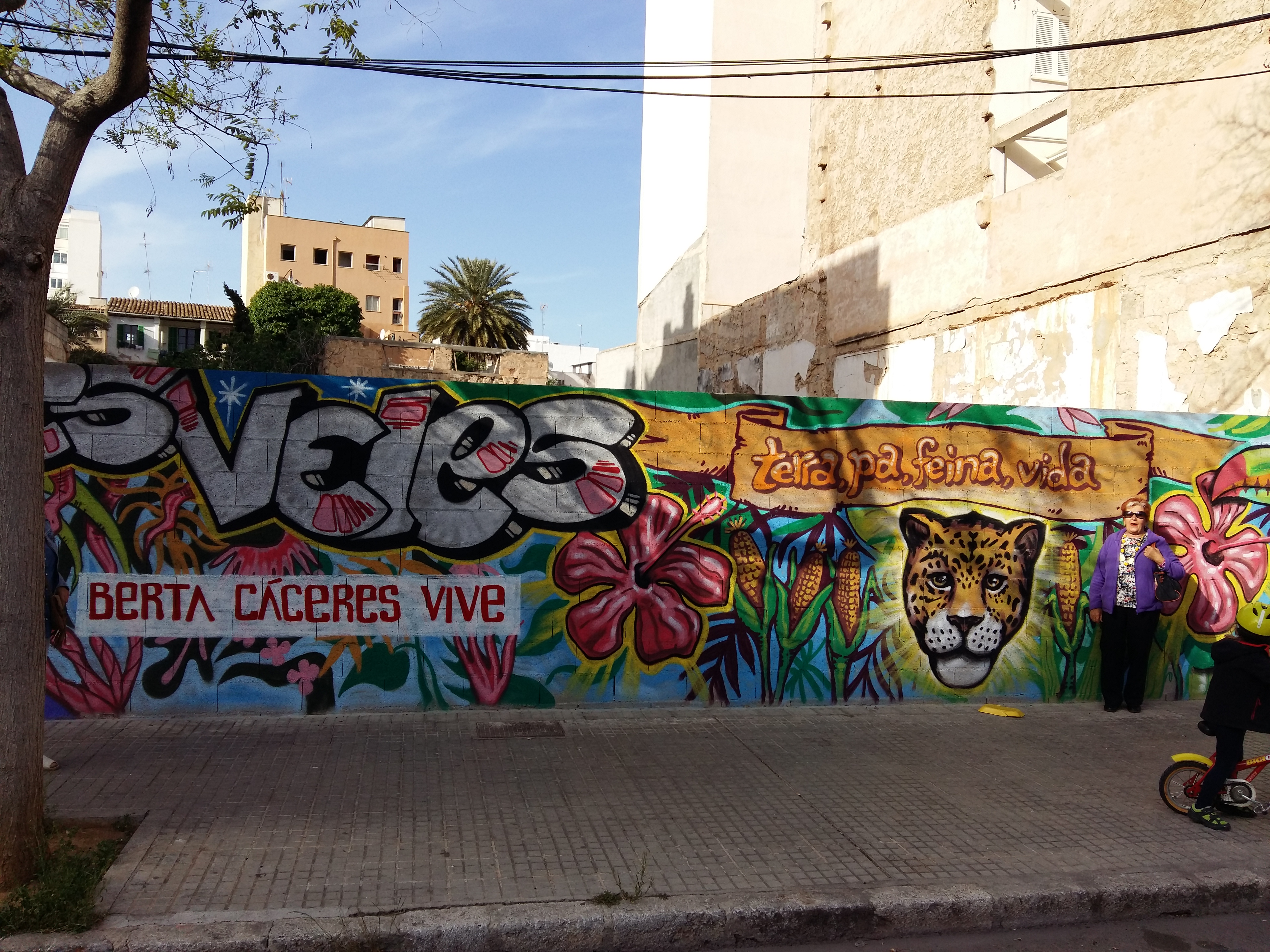
Граффити в дань Берте Касерес в Пальме, Испания

Касерес была застрелена в своём доме вооружёнными злоумышленниками в ночь на 2 марта 2016 года. Мексиканский активист-защитник окружающей среды Густаво Кастро Сото также был ранен двумя выстрелами в щеку и руку. Густаво прибыл в Ла-Эсперанса накануне на встречу с 80 другими людьми, «чтобы обсудить альтернативы проекту ГЭС». Берта предложила ему переночевать у неё дома, «поскольку у неё дома было лучшее подключение к Интернету».
Берта Изабель Зунига Касерес, 25-летняя дочь Берты Касерес, сказала в интервью, что считает ответственной за смерть её матери компанию, собиравшуюся построить плотину электростанции: «в Гондурасе очень легко заплатить за убийства, но за этим стоят влиятельные люди с деньгами и аппаратом, который позволяет им совершать эти преступления».
В соответствии с так называемыми «мерами предосторожности», рекомендованными Межамериканской комиссией по правам человека, правительство Гондураса было обязано защищать Касерес, но в день гибели она не находилась под какой-либо защитой.
У Касерес остались четверо детей от бывшего мужа и коллеги Сальвадора Суньиги, включая Берту Суньигу Касерес, продолжившую дело матери.
Убийство Касерес встретило в мире широкое осуждение, а призывы к расследованию шли от множества институций, в том числе Организации американских государств (ОАГ) и Верховного комиссара Организации Объединённых Наций по правам человека. Президент Гондураса Хуан Орландо Эрнандес декларировал расследование убийства приоритетной задачей.
Другие выражения поддержки погибшей и её семьи исходили от американского актёра Леонардо Ди Каприо, канадской публицистки и активистки Наоми Кляйн, Amnesty International, бывшего сенатора Колумбии Пьедада Кордовы, организации Oxfam, мэра Барселоны Ады Колау, сенатора США Патрика Лихи и президента Венесуэлы Николаса Мадуро.
После её смерти группа из примерно 100 членов COPINH направилась к местному полицейскому участку, чтобы потребовать независимого международного расследования её убийства. 4 марта 2016 года акцию протеста устроили студенты Национального автономного университета Гондураса, возмущённые тем, что ей не предоставили дополнительную защиту; полиция использовала слезоточивый газ, чтобы разогнать протестующих с камнями. Акции протеста прошли также в Вашингтоне, у посольств Гондураса в Боготе, Вене, Берлине и Барселоне.